# Ernst Landergren
Ernst Gustaf Adrian Landergren, född 13 februari 1867 i Karlskrona, död 27 januari 1912 i Stockholm, var en svensk läkare.
Landergren blev student vid Lunds universitet 1884, medicine kandidat vid Karolinska institutet i Stockholm 1892, medicine licentiat där 1898 och medicine doktor 1902. Han var läkare vid Stenungsöns badanstalt 1897–1905, praktiserande läkare i Göteborg 1899–1901, t.f. laborator i experimentell fysiologi vid Karolinska institutet 1891 och 1901–03 samt ordinarie laborator där från 1903. Han var överläkare vid Ramlösa hälsobrunn 1906–11 och verksam som medicinsk författare.